# 신지민 (래퍼)
신지민(申智珉, 1991년 1월 8일~)은 대한민국의 래퍼이자 작사가, 작곡가, 프로듀서이며, 대한민국 걸 그룹 AOA의 리더, 메인래퍼를 맡았었다.

## 학력
- 이매초등학교 (졸업)
- 이매중학교 (졸업)[3]
- 태원고등학교 (졸업)

## 생애
지민은 1991년 1월 8일 경기도 성남시 중원구(현재 경기도 성남시 분당구)에서 태어났다. 어릴 때부터 하모니카, 클래식 기타, 판소리, 피겨와 같은 예체능을 접했다. 어머니께서는 지민이 언어쪽을 전공하기를 바라셨는지 중학교 때 중국 상하이로 유학을 보내 중국에서 중학교를 졸업하고 고등학교 1학년 때까지 중국에서 생활했다. 한국으로 돌아와서도 중국어 공부를 계속하라고 했다. 하지만 가수가 되고 싶었던 지민은 중국어학원에 등록하라고 주신 돈을 가지고 그 옆에 있는 실용음악학원을 등록했다고 한다. 실용음악학원에 계속 다니면서 대학 입시를 준비해 수시 1차까지 합격하여 합격표를 보여드렸더니 허락해주었다고 한다. 랩 담당이지만 노래로 오디션을 보며 합격했다. 2009년 3월 멤버들 중 가장 일찍 FNC에 들어오게 되었고 멤버들 중에서 가장 연습생 생활을 오래 했다. 연습생 시절 잘못된 자세로 기타를 치다가 손목터널 증후군에 걸려 데뷔가 미뤄져 미안했었다고 한다.

## 논란 및 사건사고

### 팀 내 괴롭힘
2020년 7월 3일, 같은 그룹에 속해 있던 권민아가 과거 11년간 같은 그룹에 속해있던 언니로부터 괴롭힘을 당했다는 폭로로부터 시작된다. 처음에는 직접적으로 지민임을 밝히지 않았지만, 후에 지민임을 밝히면서, 7월 4일경 AOA 탈퇴 및 연예 활동 중단을 선언했다. 지민은 권민아가 SNS에 지민의 실체를 밝혔을 때 자신의 SNS에 소설이라는 두 글자를 올려 비난을 받기도 했었다.

## 음반 활동
- 언프리티 랩스타 Track 2 - 시작이 좋아 2015 (With 슬옹)
- 언프리티 랩스타 Track 4 - T4SA (With MC 메타, 넋업샨)
- 언프리티 랩스타 SEMI FINAL - Puss (With 아이언)
- N PROJECT #1 GOD (지민 엔 제이던) - GOD (With 이승협)
- 강민희 - 야해 피쳐링
- 야 하고 싶어 - 야 하고 싶어 (Feat. 시우민 of EXO)

## 음반 외 활동

### 예능
- tvN 《청담동111》 (2013년)
- KBS2 《위기탈출 넘버원》 (2013년)
- tvN 《청담동111 - N.Flying 스타가 되는 길》 (2014년)
- Mnet 《언프리티 랩스타》 (2015년)
- SBS MTV 《날씬한 도시락》 (2015년)
- MBC 《황금어장 라디오스타》 437회 (2015년)
- KBS2 《왕좌의 게임》 (2015년)
- JTBC 《학교 다녀오겠습니다》 (2015년)
- SBS 《동상이몽, 괜찮아 괜찮아》 (2015년)
- JTBC 《투유 프로젝트 - 슈가맨을 찾아서》 (2015년)
- TV조선 《매직 컨트롤》 (2018년)
- tvN 《뭐든지 프렌즈》 4회 (2019년)
- JTBC 《두 번째 세계》 (2022년)
- TV조선 《조선의 사랑꾼》 (2025년) - 임도화♥︎송의환 편 VCR 출연

### 드라마
- 네이버 TV 《클릭유어하트》 (2016년)

### 광고
- 남양유업 프렌치 카페 카와 (2015년)